# Большедороженский сельсовет
Большедороженский сельсовет — сельское поселение в Староюрьевском районе Тамбовской области.
Административный центр — село Большая Дорога.

## Население
| 2010 | 2012 | 2013 | 2014 | 2015 | 2016 | 2017 |
| ---- | ---- | ---- | ---- | ---- | ---- | ---- |
| 650  | ↘625 | ↘602 | ↘549 | ↗570 | ↘560 | ↘539 |
| 2018 | 2019 | 2020 | 2021 |      |      |      |
| ↘502 | ↘455 | ↘437 | ↗475 |      |      |      |

## Состав сельского поселения
| № | Населённый пункт | Тип населённого пункта       | Население |
| - | ---------------- | ---------------------------- | --------- |
| 1 | Большая Дорога   | село, административный центр | 373       |
| 2 | Вещин            | хутор                        | 4         |
| 3 | Заворонежское    | село                         | 175       |
| 4 | Казанское        | село                         | 98        |
| 5 | Шушпан-Ольшанка  | село                         | 0         |